# Wöllersdorf (Gemeinde Wöllersdorf-Steinabrückl)
Wöllersdorf ist eine Ortschaft und eine Katastralgemeinde der Gemeinde Wöllersdorf-Steinabrückl im Bezirk Wiener Neustadt-Land in Niederösterreich. Die Ortschaft hat 2839 Einwohner (Stand 1. Jänner 2024). Bis Ende 1971 war Wöllersdorf eine eigenständige Gemeinde.

## Geografie
Der Ort liegt am Ausgang des Piestingtals östlich von Markt Piesting und nordwestlich von Wiener Neustadt.

## Geschichte
Während des Ersten Weltkrieges befand sich in Wöllersdorf die größte Munitionsfabrik der Monarchie. Im Jänner 1918 wurde in den Industriebetrieben der Region gegen den Krieg gestreikt. Der Streik begann in den Daimler-Motorenwerken in Wiener Neustadt und griff rasch auf die Munitionsfabrik in Wöllersdorf über. Im September 1918 forderte ein Pulverbrand in der Munitionsfabrik Wöllersdorf rund 500 Opfer, nachdem es bereits in den Jahren davor immer wieder zu Bränden und Explosionen gekommen war.
Im Zuge des Austrofaschismus wurde 1933 auf dem Gelände der Munitionsfabrik das Anhaltelager Wöllersdorf für politische Gefangene errichtet.
Laut Adressbuch von Österreich waren im Jahr 1938 in der Ortsgemeinde Wöllersdorf zwei Ärzte, ein Altstoffhändler, drei Bäcker, ein Baustoffhändler, eine Wohnungsgenossenschaft, zwei Fleischer, vier Friseure, zwei Fuhrwerker, sieben Gastwirte, sechs Gemischtwarenhändler, eine Hebamme, ein Kino, ein Konsumverein, zwei Sattler, zwei Schlosser, zwei Schmiede, zwei Schneider und zwei Schneiderinnen, fünf Schuster, ein Spengler, drei Trafikanten, zwei Tischler, ein Viktualienhändler, ein Wagner, eine Weberei und mehrere Landwirte ansässig. Weiters gab es eine chemische Fabrik, eine Linoleumfabrik, ein Walzwerk, eine Putzwollfabrik und einen Steinbruch.
Mit 1. Jänner 1972 wurden im Zuge der Niederösterreichischen Kommunalstrukturverbesserung die bis dahin selbständigen Gemeinden Wöllersdorf und Steinabrückl zu Wöllersdorf-Steinabrückl fusioniert.

## Persönlichkeiten
- Josef Staudigl, (1807–1861), Sänger, wurde hier geboren
- Jakob Rosenfeld (1903–1952), Arzt und kommunistischer Internationalist, verbrachte hier seine Jugend
- Adrian Hoven (1922–1981), Schauspieler, Regisseur und Filmproduzent, wurde hier geboren
- Claudia Durchschlag (* 1958), Politikerin und Abgeordnete zum Nationalrat, verbrachte hier ihre Jugend
- Viktor Gernot (* 1965), Kabarettist, Schauspieler, Moderator und Sänger, verbrachte hier seine Jugend
- Agnes Palmisano (* 1974), Musikerin und Dudlerin, verbrachte hier ihre Jugend
- Bernd Richard Deutsch (* 1977), Komponist, verbrachte hier seine Jugend